# Spirinia elongata
Spirinia elongata is een rondwormensoort uit de familie van de Desmodoridae. De wetenschappelijke naam van de soort is voor het eerst geldig gepubliceerd in 2006 door De Castro, Bezerra, Da Silva & Fonseca-Genevois.